# Камеево
Каме́ево (мар. Кемей; баш. Камай) — село в Мишкинском районе Башкортостана, административный центр Камеевского сельсовета.

## Географическое положение
Расстояние до:
- районного центра (Мишкино): 12 км,
- ближайшей ж/д станции (Загородная): 131 км.

## История
По материалам Первой ревизии, в 1722 году в деревне были учтены 37 душ мужского пола служилых мещеряков.

## Население
| 2002 | 2009 | 2010 |
| ---- | ---- | ---- |
| 778  | ↘771 | ↘693 |

Национальный состав
Согласно переписи 2002 года, преобладающая национальность — марийцы (80 %).

## Известные уроженцы
- Орсаев, Егор Орсаевич (1910—1951) — советский военнослужащий, сержант, Герой Советского Союза[6][7].